# ماساهارو سوزوکی
ماساهارو سوزوکی (به انگلیسی: Masaharu Suzuki) بازیکن فوتبال اهل ژاپن و عضو تیم ملی فوتبال ژاپن است که در تاریخ ۲۴ اکتبر ۱۹۹۵ میلادی اولین بازی ملی‌اش را انجام داد. او در ۲ بازی ملی حضور داشت و آخرین بازی ملی خود را در تاریخ ۱۴ فوریه ۱۹۹۶ میلادی انجام داد. ماساهارو سوزوکی در بازی‌های ملی‌اش
گلی به ثمر نرساند.